# نوباء كبيرة الأبواغ
نوباء كبيرة الأبواغ (الاسم العلمي:Alternaria macrospora) هي نوع من الفطريات تتبع جنس النوباء من الفصيلة البوغيانية.